# Philotarsidae
|  | Dieser Artikel wurde aufgrund von formalen oder inhaltlichen Mängeln in der Qualitätssicherung Biologie im Abschnitt „Insekten“ zur Verbesserung eingetragen. Dies geschieht, um die Qualität der Biologie-Artikel auf ein akzeptables Niveau zu bringen. Bitte hilf mit, diesen Artikel zu verbessern! Artikel, die nicht signifikant verbessert werden, können gegebenenfalls gelöscht werden. Lies dazu auch die näheren Informationen in den Mindestanforderungen an Biologie-Artikel. |

Philotarsidae ist eine Familie aus der Ordnung der Staubläuse (Psocoptera), die zur Unterordnung Psocomorpha gehört. Die Familie Philotarsidae ist mit den Familien Pseudocaeciliidae und Calopsocidae verwandt.